# Сан-Томе і Принсіпі на літніх Олімпійських іграх 2020
Сан-Томе і Принсіпі на літніх Олімпійських іграх 2020 представляли три спортсмени у двох видах спорту.